# Semiothisa labradoriata
Semiothisa labradoriata är en fjärilsart som beskrevs av Heinrich Benno Möschler 1883. Semiothisa labradoriata ingår i släktet Semiothisa och familjen mätare. Inga underarter finns listade i Catalogue of Life.